# Trichoncoides
Trichoncoides Denis, 1950 è un genere di ragni appartenente alla famiglia Linyphiidae.

## Distribuzione
Le tre specie oggi attribuite a questo genere sono state reperite nella regione paleartica; la T. pilosus è endemica della Francia.

## Tassonomia
Considerato un sinonimo anteriore di Paratrichoncus Miller, 1966, che aveva come specie tipo gli esemplari di Trichoncus vejdovskyi Miller, 1939; e anche di Spaniophrys Denis, 1966, secondo la specie tipo Rhaebothorax piscator Simon, 1884, a seguito di un lavoro dell'aracnologa Georgescu del 1970, e contra un analogo lavoro di Bosmans del 1985, che considera questo genere come sinonimo posteriore di Oedothorax Bertkau, 1833.
A giugno 2012, si compone di tre specie:
- Trichoncoides pilosus Denis, 1950 — Francia
- Trichoncoides piscator (Simon, 1884)[3] — Regione paleartica
- Trichoncoides striganovae Tanasevitch & Piterkina, 2012[4] — Kazakistan

### Sinonimi
- Trichoncoides austriacus (Kulczyński, 1898); trasferita dal genere Styloctetor Simon, 1884, è posta in sinonimia con T. piscator (Simon, 1884) a seguito di un lavoro di Georgescu del 1970[1].
- Trichoncoides conjunctus Denis, 1966; posta in sinonimia con T. piscator (Simon, 1884) a seguito di un lavoro di Georgescu del 1970[1].
- Trichoncoides piratus (Simon, 1884); trasferita dal genere Oedothorax e posta in sinonimia con T. piscator (Simon, 1884) a seguito di un lavoro di Bosmans (1985b)[1].
- Trichoncoides vejdovskyi (Miller, 1939); posta in sinonimia con T. piscator (Simon, 1884) a seguito di un lavoro di Georgescu del 1970[1].